# Cerkev sv. Pavla, Frankfurt
Cerkev sv. Pavla (nemško Paulskirche) stoji na Pavlovem trgu (Paulsplatz) v središču Frankfurta in je pomemben političen simbol Nemčije. Nastala je kot luteranska cerkev leta 1789, istega leta kot francoska revolucija. Leta 1848 je postala sedež Frankfurtskega parlamenta, prvega javno in svobodno izvoljenega nemškega zakonodajnega organa.

## Zgodovina
Svobodno mesto Frankfurt, ki je tedaj upravljalo pravno neločeno luteransko državno cerkev, je Johannu Andreasu Liebhardtu leta 1789 naročil gradnjo osrednje cerkvene zgradbe ovalne oblike.  Nova cerkvena zgradba je bila zamenjava za nekdanjo cerkev bosonogih avguštincev (Barfüßerkirche), ki so jo zaradi propadanja podrli leta 1786. Gradnja je bila prekinjena med napoleonskimi vojnami. Novo zgradbo je med letoma 1829 in 1833 dokončal Johann Friedrich Christian Hess, leta 1833 so bile odklopljene orgle. Med letoma 1786 in 1833 so bili luteranski obredi v stari cerkvi svetega Nikolaja v Römerbergu, trgu na jugu, ki je bila prav tako v lasti svobodnega mesta, nato pa jo je uporabljala cerkvena garnizija za svoje čete.
Leta 1830 je svobodno mesto izdalo dotacijsko listino (Dotationsurkunde), ki je potrdila njegovo dolgoletno lastništvo in vzdrževanje cerkvene zgradbe v starem mestnem jedru (tako imenovane dotacijske cerkve – Dotationskirchen), obenem pa je njihovo uporabo prepustila luteranski državni cerkvi ali župnijskim katoliškim cerkvam, osvobojenim v Napoleonovi dobi. Dotacijska listina je zakonsko ustanovila trajno neplačan užitek devetim mestnim cerkvenim zgradbam, šestim luteranskim in trem katoliškim župnijam. Druge verske skupine, kot so bili Judje in reformirani protestanti, niso bili deležni teh javnih sredstev.
Zaradi svojega značilnega protestantskega centraliziranega tlorisa (Predigtkirche), ki omogoča, da vsi slišijo pridigarja ali govorca, je bila priljubljeno zbirališče za frankfurtski parlament v obdobju nemške revolucije 1848/49. 
Od 31. marca do 3. aprila 1848 je bila zbirališče za predparlament (Vorparlament), ki se je pripravljal na volitve v državni zbor. 18. maja 1848 se je državni zbor v cerkvi sestal prvič in bil zato imenovan Paulskirchenparlament. Do leta 1849 je državni zbor deloval v cerkvi, oblikoval prvo ustavo združene Nemčije. Odpor Prusije, Avstrijskega cesarstva in nekaj manjših nemških državic je na koncu uničil ves trud.
Maja 1849 je bilo več uporov, s katerimi so uporniki želeli doseči, da bi se uresničevala ustava, a so bili zatrti s pomočjo Prusije. 30. maja 1849 je bil Paulskirchenparlament razpuščen. Po letu 1852 je bilo v cerkvi svetega Pavla ponovno luteransko bogoslužje.
Marca leta 1944, med drugo svetovno vojno, je bila cerkev uničena skupaj z večino širšega središča mesta zaradi zavezniškega bombardiranja Frankfurta. V poklon svobodi in zibelki Nemčije je bila cerkev prva zgradba v Frankfurtu, ki jo je mesto obnovilo takoj po vojni. Toda mesto je želelo izkoristiti rekonstruirane zgradbe, tako da sta luteranska kongregacija in mesto sklenila zamenjati cerkev za staro cerkev svetega Nikolaja, ki je bila tudi poškodovana ob bombardiranju.
Cerkev svetega Pavla je bila ponovno odprta ob stoletnici Frankfurtskega parlamenta. Zaradi finančnih omejitev in spremenjene zasnove uporabe je bila prvotna notranja oblika dramatično spremenjena in je delo arhitekturne skupine Rudolfa Schwarza. Vstavljen strop deli klet, ki se zdaj uporablja kot razstavni prostor, od dejanske dvorane v glavnem nadstropju.
Leta 1963 je imel v cerkvi ob obisku v državi govor ameriški predsednik John F. Kennedy. 
Ob 150. rojstnem dnevu nemške demokratične izkušnje leta 1998 je cerkev svetega Pavla spet pritegnila zanimanje javnosti. 
Danes se ne uporablja več kot cerkev, postala je prizorišče za različne razstave in dogodke. Najbolj znana je letna podelitev nagrade za mir nemških knjigotržcev (Friedenspreis des Deutschen Buchhandels) na Frankfurtskem knjižnem sejmu.

## Arhitektura
Cerkev svetega Pavla je klasicistična zgradba v tlorisu elipse, katere najdaljši premer je približno 40 metrov in najkrajši približno 30 metrov. Elipsi je na daljši strani pritrjen trinadstropni južni stolp kvadratnega tlorisa. Vhod v stolp je okrašen z dvokapnim zatrepom, ki je podprt z dvema stebroma. Okenske odprtine v zgornjih nadstropjih stolpa uokvirjajo ravni pilastri, v drugem nadstropju dorski in tretjem nadstropju jonski. Kap je na višini 28 metrov.
Stopnišči segata do višine atike na severovzhodni in severozahodni strani. Nad atiko je do uničenja leta 1944 stala kupolasta streha (Deutsche Dach), ki je bila razčlenjena s sedmimi majhnimi mansardami. Lesena strešna konstrukcija iz jelke in hrasta je imela v tamburju razpon 37 metrov. Prvotni načrt Johanna Friedricha Christiana Hessa je jasno kazal, da se je zgledoval po Panteonu v Rimu. Imela je veliko strešno okno za osvetlitev notranjosti cerkve od zgoraj. Te oblike ni bilo mogoče izvesti zaradi stroškov.
Med obnovo po drugi svetovni vojni se je arhitekt Rudolf Schwarz odpovedal visoki kupoli in je zgradil le rahlo ukrivljeno z bakrom pokrito streho. Ta odločitev je bila večkrat kritizirana, vendar so bile okoliščine obnove drugačne tudi zaradi pomanjkanja lesa in usposobljenih tesarjev za rekonstrukcijo zapletenega lesenega ostrešja. Ob prevladujočem pomanjkanju stanovanj je bilo tudi politično neupravičeno prizadevanje za obnovo spomenika. Med obnovo cerkve od leta 1984 do leta 1988 so spoštovali povojne odločitve in je niso obnovili v prvotni obliki.
V tretjem nadstropju stolpa je zgrajena nosilna konstrukcija za šest zvonov. Nad njimi se dviga z bakrom prevlečena lanterna. Leta 1838 je Združenje za fiziko v njem ustanovilo astronomski observatorij. Po njem od leta 1893 prilagajajo tudi druge frankfurtske ure.
Fasada je razdeljena na dve ravni, ki se dvigata nad nizkim talnim zidcem. V kleti prvotno ni bilo oken, zdaj so okenske odprtine, ki so bile  narejene za osvetlitev novo oblikovane kleti po vojni.
Velika obokana okna v prvem in drugem nadstropju zagotavljajo dobro osvetlitev notranjosti. Po Hessovi zamislili notranjosti so bila usmerjena proti jugu, kjer je bil v notranjosti oltar, nad prižnico in emporo pa orgle. Empora je bila podprta z 20 korintskimi stebri ter imela prostor za 1200 ljudi. V pritličju je lahko sedelo okoli 500 ljudi.
Vsi prostori s stolpnim portalom zadaj so usmerjeni proti jugu. Simbolično so bili vsi trije bistveni elementi luteranskega čaščenja, to so zakrament, pridiga in pohvala, kombinirani.
Že ob posvetitvi cerkve se je pokazala slaba akustika. Odmevni čas je bil predolg s približno petimi sekundami in prisilil pridigarja govoriti nenaravno počasi in raztegnjeno. Kljub več poskusom jim ni nikoli uspelo rešiti problema. Nad prižnico so namestili akustični baldahin.
Med obnovo se je zasnova notranjosti popolnoma spremenila. Cerkev je dobila klet, v kateri so bile potrebne zmogljivosti. Čez stopnice v vhodnem stolpu je narejen štiri metre visok predprostor s prečniki iz marmorja. Iz predprostora dve stopnici vodita vzdolž ukrivljene stene v dvorano, ki je bistveno višja kot v stari cerkvi. 28 metrov visoka dvorana je namenoma preprosta, stoli spominjajo na dvorano ali parlament. Z odpravo empore deluje bolj monumentalno kot pred uničenjem. Edini okras stene so zastave Zvezne republike Nemčije, šestnajstih držav in mesta Frankfurt.

## Mural
Leta 1987 je berlinski slikar Johannes Grützke zmagal na natečaju za oblikovanje tri metre friza na notranjem ovalnem hodniku. Njegova ogromna slika Der Zug der Volksvertreter (Vlak predstavnikov) je bila narejena leta 1989 do 1991 v ateljeju v Berlinu, od koder je bila prepeljana v cerkev. V desetih prizorih prikazuje poslance v odnosu do ljudi. Medtem ko so ljudje, barvite, alegorične figure, še vedno v ospredju, so v nadaljevanju enobarvni sivočrno platirani predstavniki za njimi več kot neviden cilj.

## Razstave
V preddverju kleti je od leta 1985 stalna razstava z naslovom Pavlova cerkev, simbol demokratične svobode in narodne enotnosti, od leta 1998 ter ob 150. obletnici državnega zbora posodobljena in popravljena. Danes je tu postaja Poti demokracije (Straße der Demokratie), 280 km dolge turistične poti od Freiburga do Frankfurta. Občasno so tukaj tudi posebne razstave. Leta 1997 je bila tu sporna prva različica razstave nemških oboroženih sil Vernichtungskrieg (Uničevalna vojna), Zločini vermahta 1941–1944 Hamburškega inštituta za družbene raziskave. Polemike v javnosti zaradi predstavitve zločinov vermahta so pozneje povzročile revizijo in potujoča razstava je bila prikazana v številnih mestih. 